# Ludovic-Napoléon Lepic
Ludovic-Napoléon Lepic (Parijs, 17 december 1839 – aldaar, 27 oktober 1889) was een Franse kunstschilder, graficus en archeoloog, actief in Parijs, Andrésy en Berck van ca. 1861-1889

## Biografie
Hij was de kleinzoon en enige afstammeling van Louis Lepic, die door Napoleon Bonaparte benoemd werd tot brigadegeneraal, baron en commandeur in het Legioen van Eer. Lodewijk XVIII zou hem later tot graaf benoemen. Zijn vader, Louis-Joseph-Napoléon Lepic, was vleugeladjudant van Napoleon III. Zijn moeder Louise-Pascalie-Antoinette-Aglaé Faure was de dochter van een wijnhandelaar. Zelf was hij uiteraard ook voorbestemd voor een militaire carrière maar omwille van zijn grote interesse in de kunst, stemde zijn vader uiteindelijk in met een kunstopleiding. Hij ging studeren bij Gustaaf Wappers, de officiële hofschilder van Leopold I van België en daarna bij Karel Verlat, eveneens een Belgische kunstschilder. In 1861 opende zijn vader voor hem een atelier in het Louvre en kreeg hij enige bekendheid omwille van zijn gravures van dieren. In 1862 wou hij zich verder bijscholen in het atelier van Charles Gleyre waar hij de opleiding volgde samen met Monet, Renoir, Sisley en Bazille. Van 1864 tot minstens 1866 volgde hij de opleiding bij Alexandre Cabanel.
Op 29 december 1866 trad hij in het huwelijk met Joséphine-Jeanne-Marie-Thérèse de Scévole de Barral, dochter van graaf Napoléon-Amédée Hortense de Barral, een gefortuneerde familie. Na de slag bij Sedan (1870) en de nederlaag van Napoleon III, moest de familie het Tuilerieënpaleis verlaten en vestigden zij zich terug op het familiale domein van Andrésy. Het is tijdens deze moeilijke periode dat hij de Normandische en Picardische kust ontdekte, met in het bijzonder het badplaatsje Cayeux-sur-Mer.
In de periode van 1864 tot het begin van de jaren 1870 reisde hij naar Nederland, nadat hij zich eerst geschoold had in de archeologie. Hij deed hierin veel ervaring op tijdens opgravingen in de buurt van het familiekasteel van zijn schoonouders bij Chambéry. In 1869 werd hij lid van de ‘Société d'anthropologie de Paris’. Hij reisde naar Napels en Pompeï en ondernam opgravingen waarvan hij de resultaten presenteerde op het Congres van de Prehistorie in Brussel in 1872. Hij onderhield regelmatige contacten met Gabriel de Mortillet, een bekend Frans archeoloog, en creëerde een museum in Aix-les-Bains, waaraan hij stukken uit zijn collectie schonk en dat hij bleef leiden tot aan zijn dood. De collectie van het vroegere Museum Lepic is nu ondergebracht in het Musée Lapidaire et Archéologique.

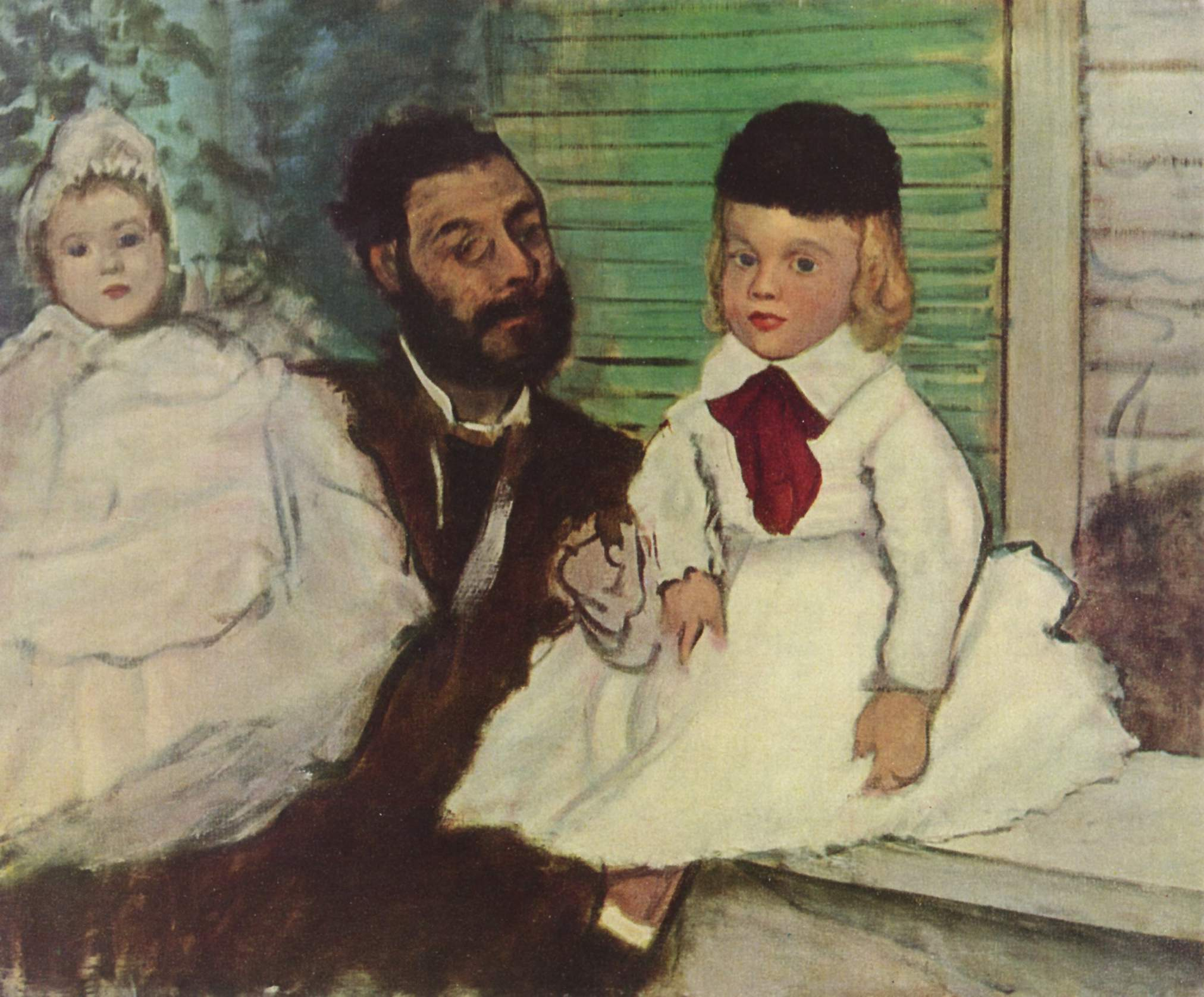
Edgar Degas, Ludovic-Napoléon Lepic met zijn twee oudste dochters, 1870, Sammlung E. G. Bührle, Zürich

Maar ondertussen bouwde hij zijn carrière als graveur en schilder verder uit. Eind 1859 of begin 1860, raakte hij bevriend met Edgar Degas. Samen met hem en enkele andere vrienden, stichtte hij in 1860 de Cercle de l'Union Artistique. Het eerste werk van Degas dat hun vriendschap duidelijk illustreert, dateert evenwel van 1870-1871. Het is een portret van Lepic en zijn dochters, nu bewaard in de verzameling Bührle. Het was Degas die Lepic ervan overtuigde om deel te nemen aan de eerste tentoonstelling van de impressionisten bij Nadar in 1874. Ze frequenteerden dezelfde plaatsen zoals het Maison Fournaise in Chatou, la Grenouillère, het Café de la rue de la Rochefoucauld waar ze Jules Bastien-Lepage (1848-1884) en Henri Gervex (1852-1929) ontmoetten en ze hadden dezelfde passie voor opera, ballet en ballerina’s. In 1876 was Lepic het slachtoffer van een inbraak in zijn woning in Andrésy waarbij veel vernielingen werden aangericht en hij trok zich daarna terug aan de kanaalkust. Het grootste deel van zijn tijd bracht hij door in Berck waar hij ging varen en marines schilderde. In 1881 werd hij benoemd tot schilder van de marine en in 1882 kon hij in die functie deelnemen aan een expeditie naar Egypte.
De impressionistententoonstelling van 1876 betekende het einde van zijn relatie met het impressionisme. Hij wou exposeren in het officiële Salon, waar hij trouwens gevraagd en erkend werd. In 1877 kreeg hij een medaille derde klasse voor zijn werk Bateau cassé. Nadat hij zich in 1877 in Berck gevestigd had en een boot had aangeschaft, exposeerde hij uitsluitend nog marines bij zijn deelnames aan het Salon. In 1879 en in 1881 kende hij het lang gezochte succes met een tentoonstelling van respectievelijk 35 en een honderdtal werken in de Galerie de la Vie Moderne. In 1883 volgde een overzichtstentoonstelling van zijn werk met 150 doeken georganiseerd door het Musée des Arts décoratifs in het Palais de l’industrie. In Berck had hij een leerling: Francis Tattegrain (1852-1915).
In 1874 kreeg het echtpaar Lepic nog een derde dochter maar in 1885 volgde de scheiding. Ludovic had sedert eind 1870 een maîtresse, Brigitte-Marie Salanville, een danseres aan de opera. Voor haar optredens in de opera in 1885/1886 ontwierp hij verschillende kostuums. Het is in haar appartement dat hij op 27 oktober 1889 overleed.

## Werken
Door zijn opleiding bij de dierenschilders en het overvloedige aanbod van modellen op het familielandgoed van Andrésy, richtte de kunstenaar zich aanvankelijk op de gravure van dieren en kende hij vrij snel enig succes in die materie. Zijn gravures werden op het Salon aanvaard vanaf 1863, hetzelfde jaar waarin hij begon te experimenteren met wat hij de ‘eaux-forte mobile’ noemde. Bij deze techniek wordt de geëtste plaat na het inkten meer of minder drooggewreven waardoor de afgedrukte weergave er volledig anders kan uitzien. een landschap kan van een zonovergoten dagtafereel naar een nachtlandschap gaan. Na de publicatie van zijn werk over dit procedé: ‘Comment je devins graveur à l’eau-forte’ in 1876 heeft hij deze techniek niet meer gebruikt behalve op speciale vraag van vrienden. Het grootste deel van zijn etsen wordt bewaard in de Bibliothèque nationale de France.
Naast de gravures zijn er ongeveer 1400 werken van Lepic gerepertorieerd. Schilderijen uit zijn beginperiode, toen hij studeerde bij Gleyre en Cabanel, zijn vrij zeldzaam. Zijn voorliefde voor zeelandschappen die hij ontwikkelde tijdens zijn bezoek aan Nederland werd bevestigd bij zijn verblijf aan de Normandische en vooral de Picardische kust. De zichten op Cayeux werden getoond op de eerste tentoonstelling van de impressionisten in 1874, maar in 1876 nam hij afstand van deze strekking. In de periode die daarop volgde schilderde hij bijna uitsluitend marines, die het belangrijkste segment van zijn werk uitmaken.

## Galerij

Œuvres de Ludovic-Napoléon Lepic
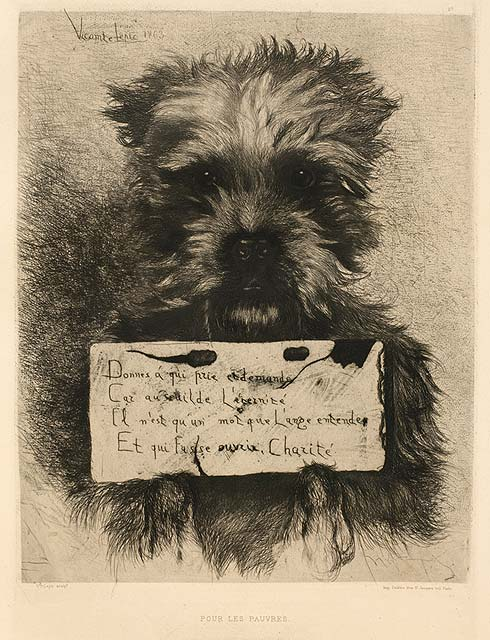
Pour les pauvres (1863), ets met droge naald op papier, Ottawa, National Gallery of Canada.
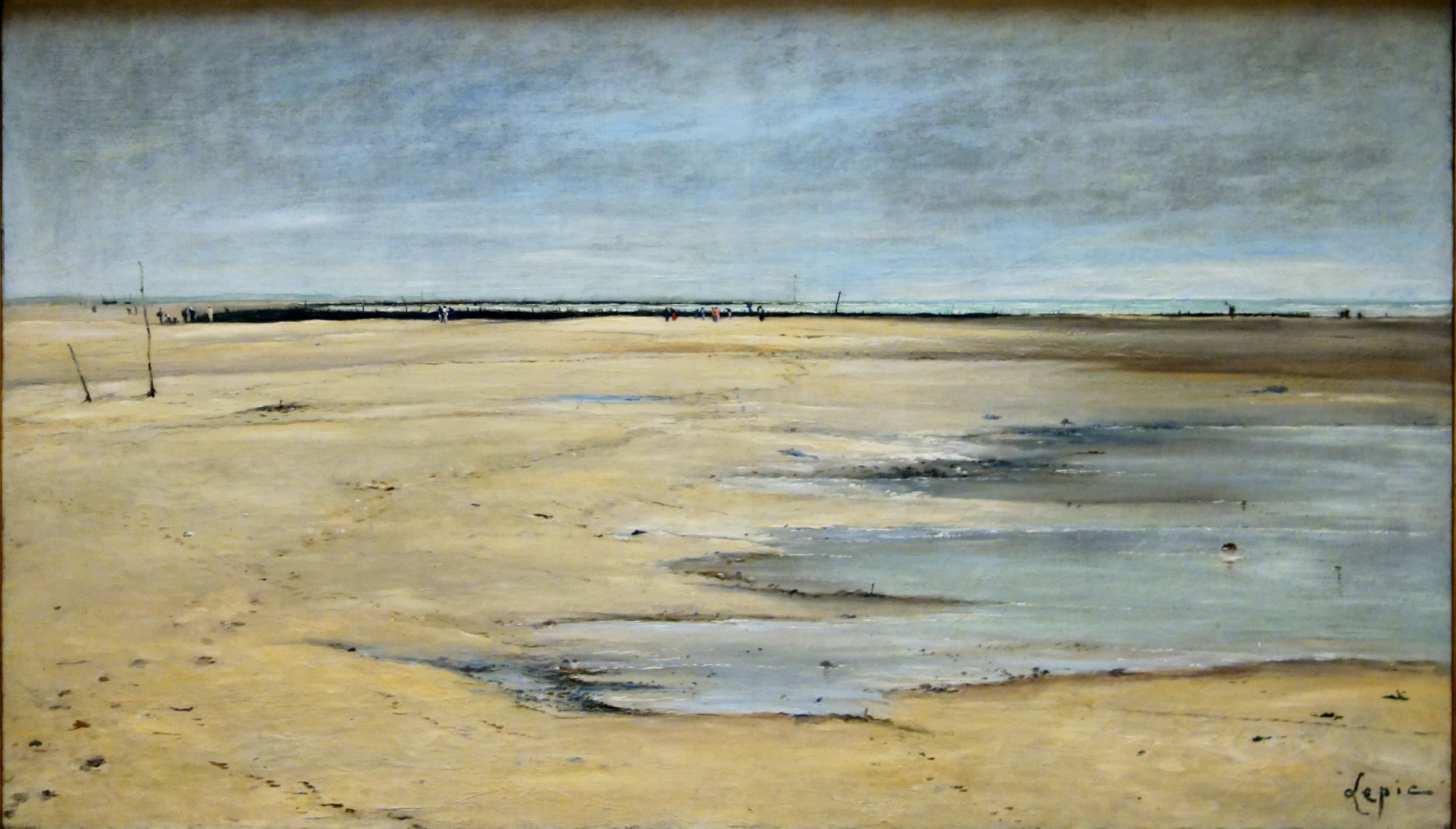
Het strand bij Berck (1876), Rijsel, Museum voor Schone Kunsten.
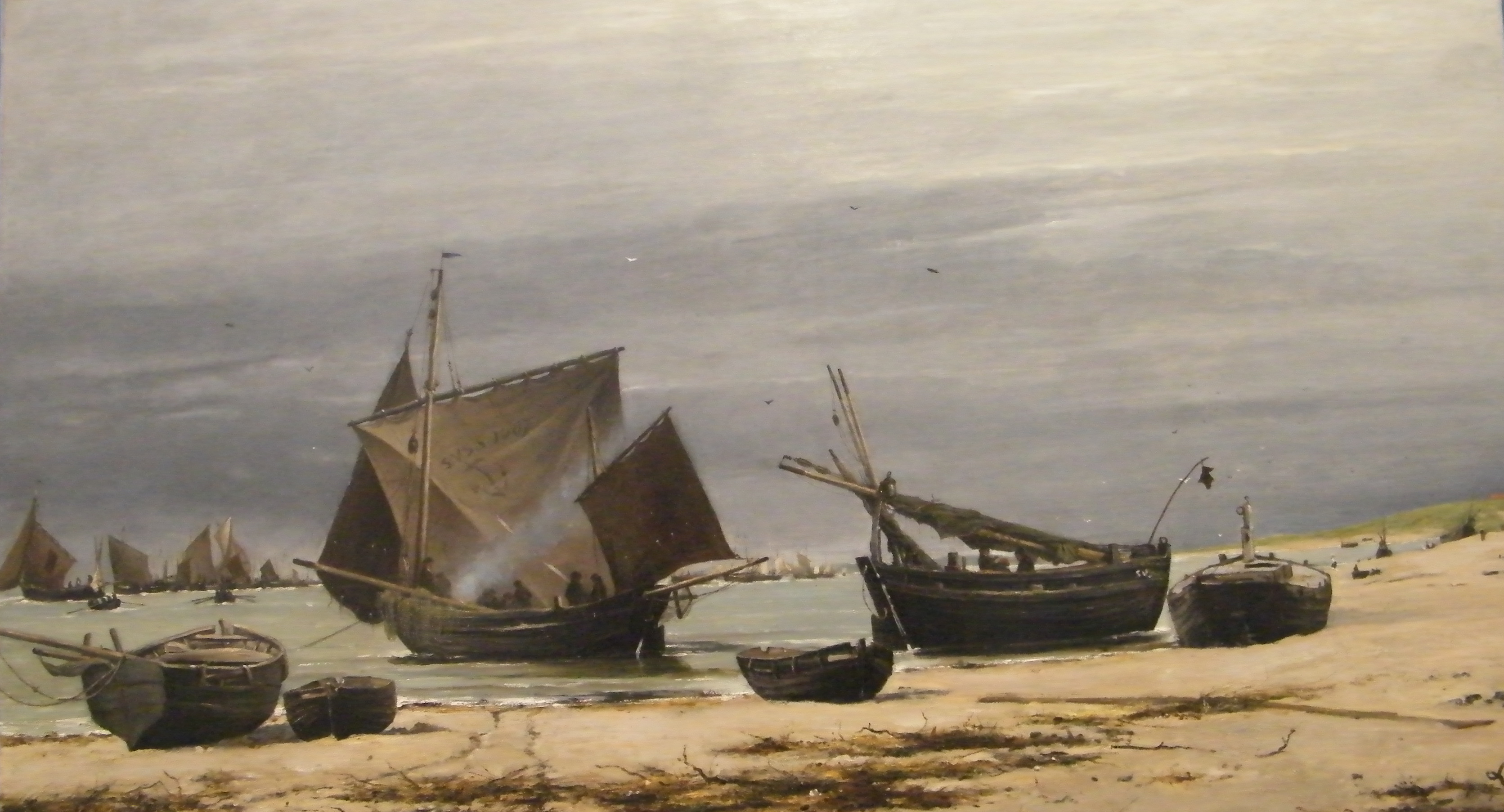
Boten op het strand, Berck, Musée de Berck
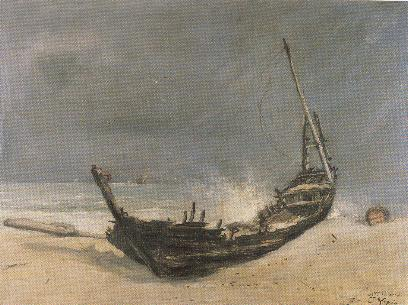
Wrak (voor 1877), Ottawa, National Gallery of Canada.
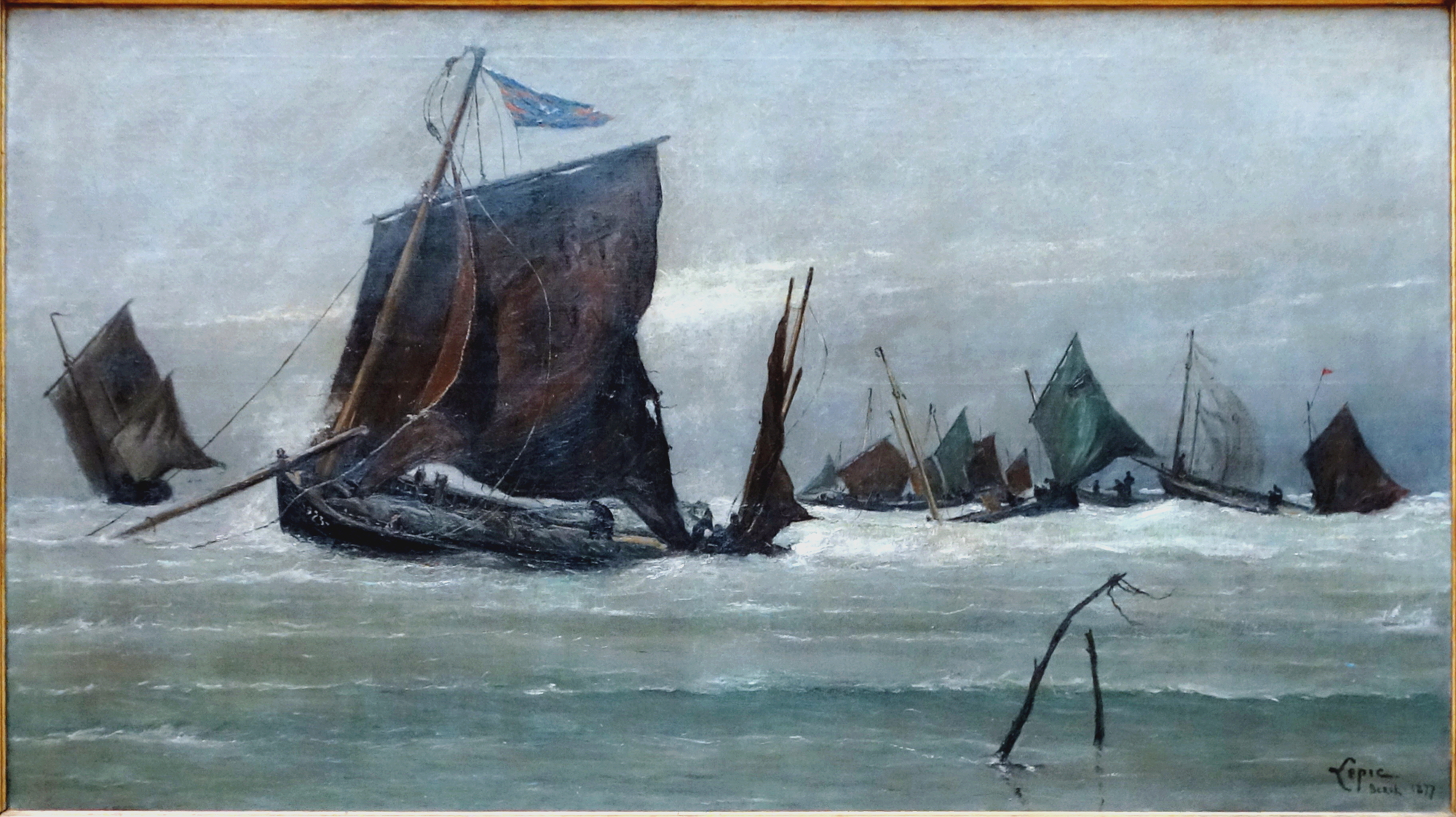
Vissersboot terugkerend naar Berck (1877), Rijsel, Museum voor Schone Kunsten
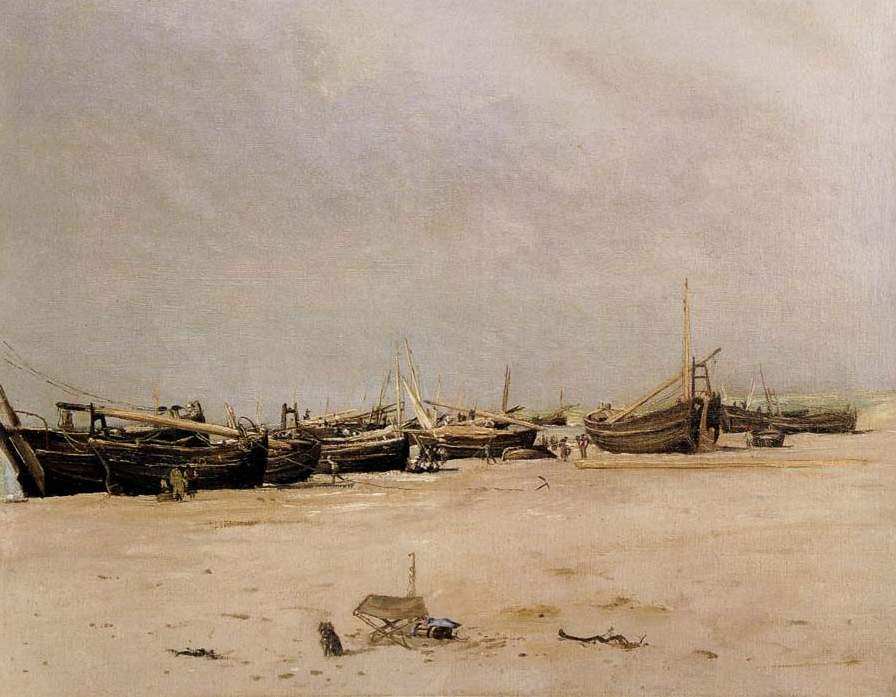
Het strand van Berck met een vouwstoeltje (1877-1879)
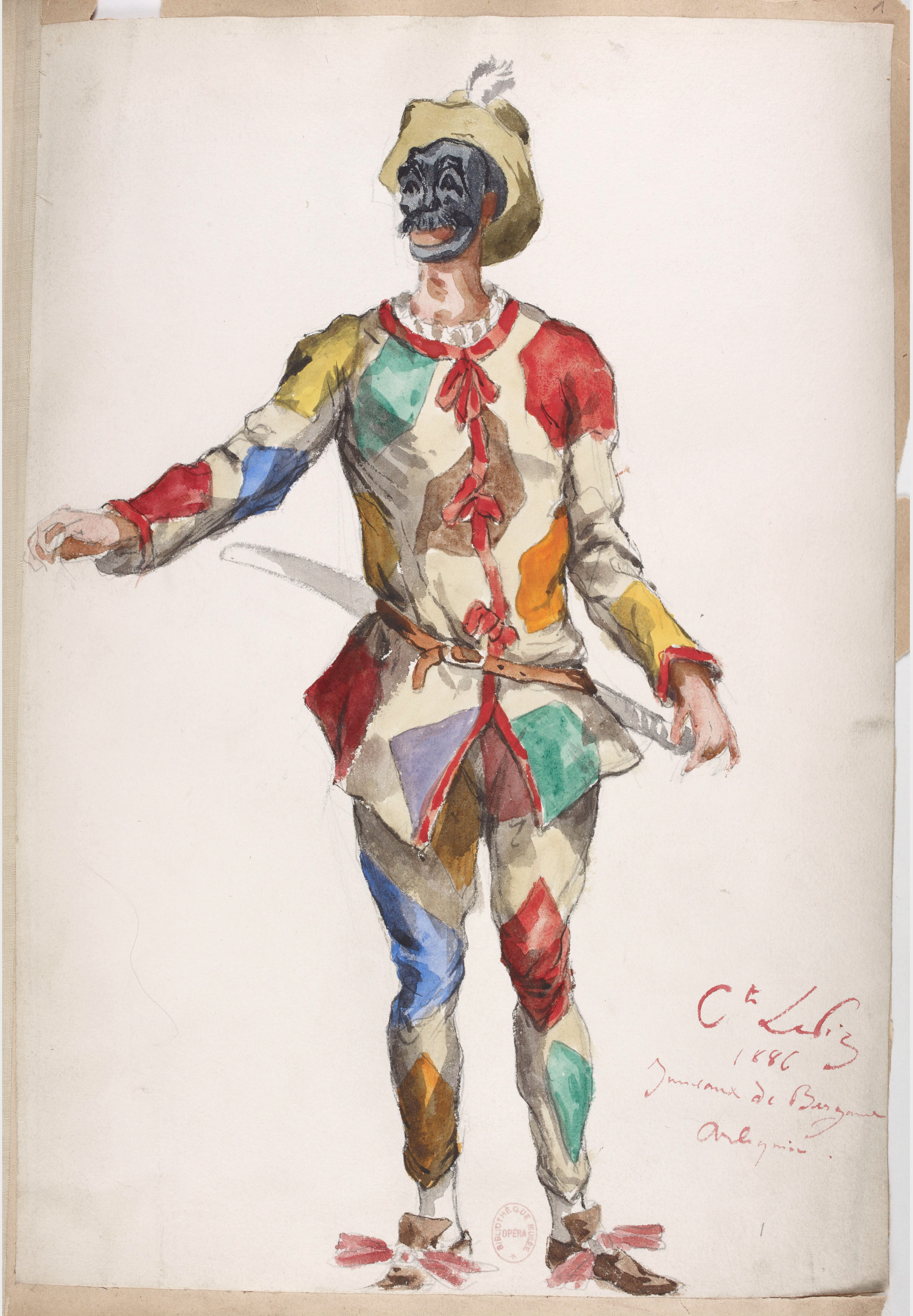
Kostuumontwerp voor het ballet Les Jumeaux de Bergame (1885)

- Art Gallery of South Australia: 9776
- Bibliothèque nationale de France: cb14831472x (data)
- Gemeinsame Normdatei: 12429670X
- International Standard Name Identifier: 0000 0000 6641 8507
- Library of Congress Control Number: nb2007019592
- Nederlandse Thesaurus van Auteursnamen: 175970947
- Réseau des bibliothèques de Suisse occidentale: 02-A003513662
- RKD-Nederlands Instituut voor Kunstgeschiedenis: 49499
- Système universitaire de documentation: 085797979
- Union List of Artist Names: 500004301
- Virtual International Authority File: 61535918
- WorldCat: E39PBJdM8hh9dTrHQgH9kFbKh3